# Dracophyllum fiordense
Dracophyllum fiordense is een plantensoort uit de heidefamilie (Ericaceae). Het is een kleine struik of boom met een robuuste bos dikke grasachtige bladeren aan het uiteinde van de doorgaans enkele stam. De struik bereikt een groeihoogte tussen 1,50 en 5 meter. De bladeren zijn roodachtig aan de uiteinden, die vaak gekruld zijn. De bloemen groeien in een robuuste dichte aar.
De soort komt voor op het Zuidereiland van Nieuw-Zeeland, in het zuiden van Westland, West-Otago en Fiordland. Hij groeit daar op steile bergkammen, rotswanden en kliffen, in ravijnen en op de bovenste hellingen van gletsjervalleien. De struik is te vinden in lage subalpiene bossen en struikgewas en minder vaak in pollengraslanden.